# Murtijapur
Murtijapur is een nagar panchayat (plaats) in het district Akola van de Indiase staat Maharashtra. 

## Demografie
Volgens de Indiase volkstelling van 2001 wonen er 38.551 mensen in Murtijapur, waarvan 51% mannelijk en 49% vrouwelijk is. De plaats heeft een alfabetiseringsgraad van 76%. 